# Richard Hart
Pour l’article homonyme, voir Richard Hart (curling).
Richard Hart est un acteur américain, né le 14 avril 1915 à Providence (Rhode Island) et mort le 2 janvier 1951 à New York (État de New York).

## Biographie
Richard Hart commença sa courte carrière à Hollywood en 1947, mais tourna également de nombreuses séries et émissions pour la télévision, où il fut notamment Marc-Antoine dans le Jules César de William Shakespeare.
Il fut marié trois fois.
Il mourut prématurément d'une crise cardiaque, à l'âge de 35 ans.

## Filmographie partielle
- 1947 : Le Pays du dauphin vert (Green Dolphin Street), de Victor Saville
- 1947 : La Femme de l'autre (Desire me), de George Cukor et Mervyn LeRoy
- 1948 : L'Indomptée (B.F.'s Daughter), de Robert Z. Leonard
- 1949 : Le Livre noir (Reign of Terror), d'Anthony Mann
- 1950 : Les Aventures d'Ellery Queen, aux côtés de Florenz Ames: Ellery Queen (personnage). Il s'agit du dernier rôle de Richard Hart qui joua Ellery Queen dans les 11 premiers épisodes de la série avant sa mort survenue brusquement le 2 janvier 1951.